# Rebecca Nurse

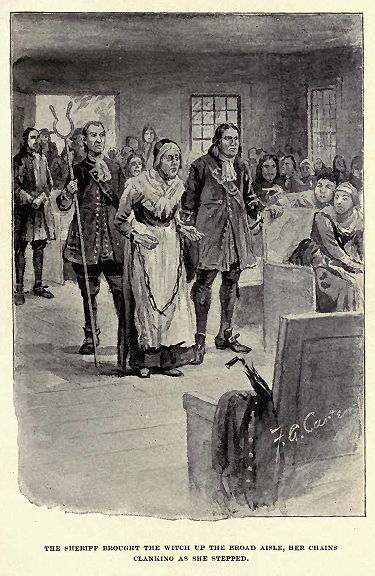
Representación del juicio de Rebecca Nurse de Las Brujas de Salem, John R. Musick.

Rebecca Towne Nurse (o Nourse) (21 de febrero de 1621-19 de julio de 1692) fue ejecutada por brujería por el gobierno de la Provincia de la Bahía de Massachusetts en Nueva Inglaterra durante los Juicios de Salem en 1692. Ella era la esposa de Francis Nurse, un respetado miembro de la comunidad.
Aunque no había evidencia creíble contra ella, fue condenada y ahorcada como bruja el 19 de julio de 1692. Esto ocurrió durante un tiempo en que la colonia de Massachusetts fue presa de la histeria sobre la brujería y la supuesta presencia de Satanás dentro de la colonia. Sus hermanas casadas María Eastey y Sarah Cloyce también fueron acusadas de brujería. Mary fue declarada culpable y ejecutada, pero Sarah sobrevivió.

## Primeros años
Fue hija de William y Joanna Towne (de soltera, Blessing), Rebecca nació en Great Yarmouth, Inglaterra, en 1621. Su familia emigró a la Provincia de la Bahía de Massachusetts, estableciéndose en Salem Village alrededor de 1640. Salem Village es ahora conocido como Danvers. Rebecca tenía tres hermanas, Susan (bautizada el 26 de octubre de 1625; murió el 29 de julio de 1630), Mary (bautizada el 24 de agosto de 1634; murió c. 1692) y Sarah. También tenía tres hermanos, Edmund (bautizado en junio de 1628), Jacob (bautizado el 11 de marzo de 1631 o 1632) y Joseph (nacido alrededor de 1639).
En algún momento alrededor de 1640, ella se casó con Francis Nurse (o Nourse), quien también nació en Inglaterra. Su marido era un comerciante de artículos de madera para el hogar. Debido a la rareza de tales artículos, muchos artesanos fueron estimados. Nurse y su familia vivían en una casa grande, parte de unos 300 acres (1,2 km²) otorgada a Townsend Bishop en 1636. La pareja tuvo ocho hijos: cuatro hijas y cuatro hijos. Sus nombres eran Rebecca Nurse (nacida en 1642), Sarah Nurse (nacida en 1644), John Nurse (nacido en 1645), Samuel Nurse (nacido en 1649), Mary Nurse (nacida en 1653), Elizabeth Nurse (nacida en 1656), Francis Nurse (nacido en 1660 o 1661), y Benjamin Nurse (nacido en 1665 o 1666). Nurse con frecuencia asistía a la iglesia y su familia era muy respetada en Salem Village; a Francis se le pedía a menudo que sea juez no oficial para ayudar a resolver ciertas cuestiones en torno a la aldea. En 1672, Francis Nurse sirvió como Condestable de Salem. Más tarde escribió que Rebecca había "adquirido una reputación ejemplar, piedad que era prácticamente indiscutible en la comunidad", haciendo de ella una de los "improbables" acusados de brujería.

## Acusación y juicio
La familia Nurse había estado involucrada en una serie de amargas disputas por tierra con la familia Putnam. El 23 de marzo de 1692, se emitió una orden de detención en su contra basada en acusaciones hechas por Edward y John Putnam. Después de escuchar las acusaciones, una frágil Nurse de 71 años, a menudo descrita como una inválida, dijo, "yo soy inocente como un niño por nacer, Pero ciertamente, ¿qué pecado ha hallado Dios en mí sin arrepentimiento, para que me pusiera tal aflicción en mi vejez?".
El clamor público saludó a las acusaciones hechas en contra de ella, pues era considerada una mujer muy piadosa, que vivía en un ambiente de amistad con sus vecinos, y tenía una reputación para la benevolencia y la piedad: incluso su vecina Sara Holton, que había acusado a Rebecca de actuar de manera bastante irrazonable en una disputa sobre el escape de unos cerdos, más tarde cambió de opinión y habló en defensa de Rebecca. Treinta y nueve de los más destacados miembros de la comunidad firmaron una petición a nombre de Nurse. Con una edad de 71 años, fue uno de los acusados más viejos. El examen de los magistrados, John Hathorne y Jonathan Corwin, que normalmente considera la culpabilidad de los acusados como auto-evidente, tomó una actitud particular en el caso de Rebecca, como también lo hizo en el caso de su hermana Mary Eastey. Se dijo abiertamente que Rebecca era inocente, oraron para que Dios le muestre su inocencia, "es triste ver miembros de la iglesia acusados". Hathorne fue sin duda influenciado por el hecho de que su hermana Elizabeth Porter era amiga cercana de Rebecca, y una de sus defensores más acérrimos.
Su juicio comenzó el 30 de junio de 1692. De conformidad con los procedimientos del momento, la señora Nurse, al igual que otros acusados de brujería, se representó a sí misma, ya que no le era permitido tener un abogado. Por la fuerza de su respetabilidad, muchos de los miembros de la comunidad testificaron en su nombre, incluidos los miembros de su familia. La joven Ann Putnam Jr. y otras niñas irrumpían en ataques y reclamaban que Nurse las estaba atormentando. Esta llamada "evidencia espectral" fue permitida en el juicio para demostrar que Satanás estaba afligiendo a otros en la comunidad a instancias del acusado. En respuesta a sus estallidos, Nurse dijo: "No tengo a nadie a quien mirar sino a Dios". Muchas de las otras niñas afligidas dudaban en acusarla.
Al final, el jurado falló, declarando a Nurse no culpable. Debido al clamor público y los ataques y espasmos de las chicas, los jueces pidieron al jurado que el veredicto fuera reconsiderado. En particular, se le pidió a Rebecca que explicara su observación de que la otra acusada de brujería, Deliverance Hobbs, era de "su empresa", lo que implica que ambas partes habían firmado un pacto con el diablo. Fatalmente, Rebecca, que era bastante sorda, no escuchó la pregunta: ella más tarde explicó que había estado haciendo una objeción legal a un testigo coacusado. El jurado cambió su veredicto y condenó a Nurse a muerte el 19 de julio de 1692. En vista de la urgente súplica de su familia, y la abundante evidencia de su buen carácter, el Gobernador de Massachusetts, Sir William Phips, concedió un indulto, pero fue tal el alboroto de los afligidos, que terminó por retirarlo.

## Muerte y secuelas

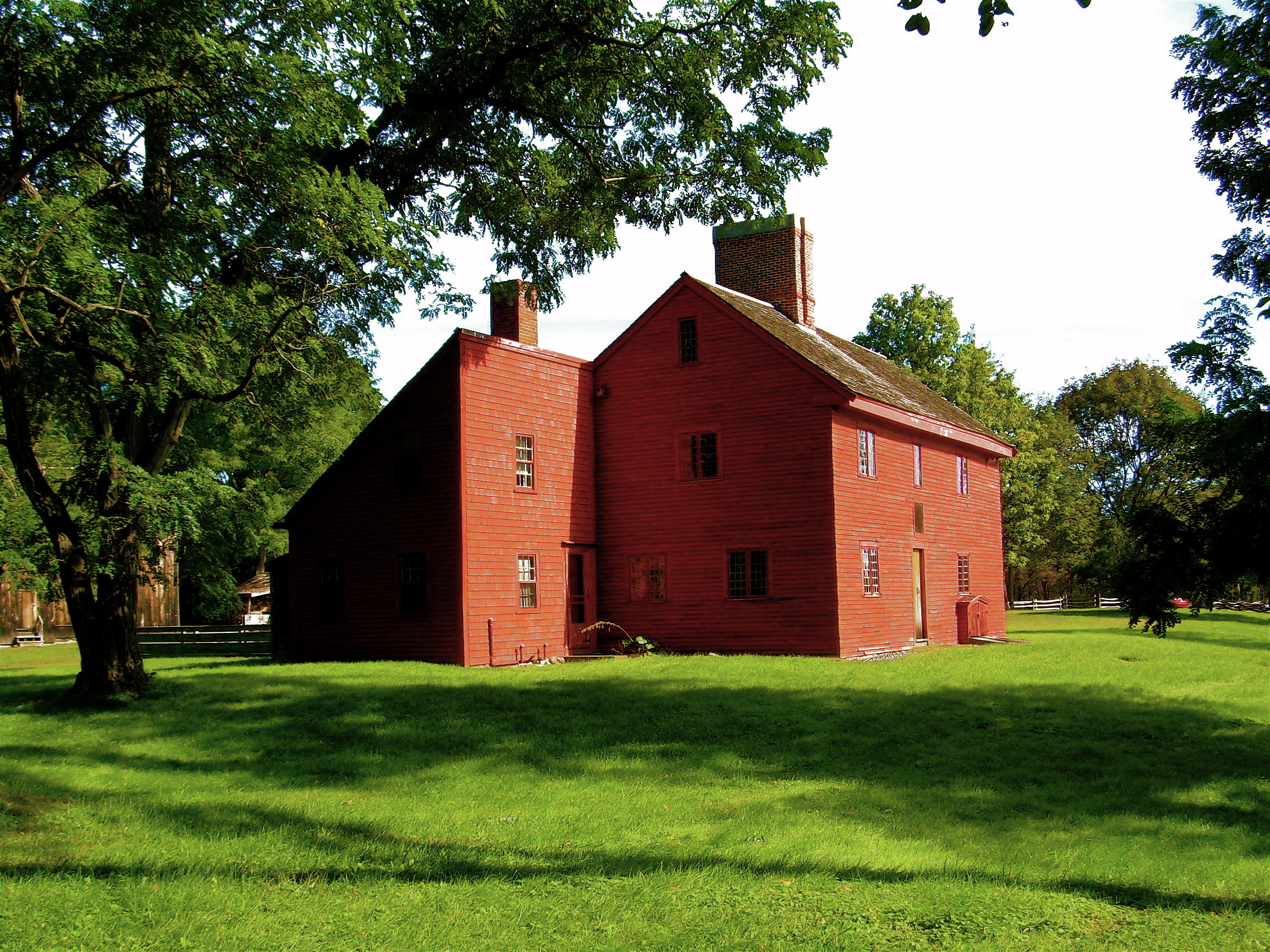
La casa de Rebecca Nurse en 2006.

Muchas personas describieron a Rebecca como "la mujer de dignidad propia", debido a su recogido comportamiento en la horca. Como era la costumbre, después de que ella fue ahorcada, su cuerpo fue enterrado en una tumba poco profunda cerca del cadalso junto con los otros condenados, que aunque miembros de la comunidad, fueron considerados no aptos para una cristiana sepultura en un cementerio. La familia de Rebecca, regresó secretamente en la noche, exhumaron el cuerpo y lo enterraron junto a la casa familiar. En julio de 1885, sus descendientes construyeron un monumento de granito sobre su tumba, en lo que ahora se llama cementerio Rebecca Nurse en Danvers (anteriormente Salem Village), Massachusetts. La inscripción en el monumento dice:
Rebecca Nurse, De Yarmouth, Inglaterra 1621. Salem, Mass., 1692.

Oh Mártir Cristiano que por la Verdad podría morir

¡Cuando todo sobre de ti era dueño de la horrible mentira!

El mundo redimido del camino de la Superstición

Es la respiración más libre por tu bien hoy.

(Del poema "Mártir Cristiano," por John Greenleaf Whittier)
En 1706, su acusadora, Ann Putnam, Jr., se disculpó públicamente con la familia Nurse por acusar a personas inocentes, nombrando a Rebecca y a sus dos hermanas, Mary Eastey y Sarah Cloyce, en particular: "Quiero morir en el polvo y ser humillada por ello, por ser la causa de una calamidad tan triste para ellas y sus familias". La familia Nurse aceptó su disculpa y se reconcilió con Ann: por el contrario, a quien nunca perdonaron fue a Samuel Parris, el ministro del pueblo, a quien consideraban personalmente culpable de su duelo -"nadie puede saber lo que hemos sufrido por la pérdida de una madre"- y no descansaron hasta que Parris fue removido de su cargo en 1697. En 1711, el gobierno compensó a la familia Nurse por la muerte injusta de Rebecca. En 1712, la iglesia revocó la sentencia de excomunión que había contra ella: "ya no es más un reproche a su memoria o un motivo de tristeza para sus hijos".
La casa familiar de los Nurse fue heredada por Phineas Putnam, quién se había casado con una de sus bisnietas en 1784. La familia Putnam mantuvo el control de la propiedad hasta 1908. Hoy, es una atracción turística que incluye la casa original y el cementerio, en 27 de los 300 acres (1.2 km²) originales de tierra.
En 1892, la comunidad erigió un segundo monumento que reconoce a los 40 vecinos, dirigidos por Israel y Elizabeth Porter, quien asumió el riesgo de apoyar públicamente a Nurse firmando una petición dirigida a la corte en su nombre en 1692. Uno de los firmantes era el padre del general Israel Putnam.
En enero de 2016, la ciudad de Salem reconoció a Rebecca como una de las 19 personas inocentes ejecutadas por ahorcamiento en Proctor's Ledge, una parcela inhabitada, propiedad de la ciudad. Los estudiantes universitarios de la Universidad Estatal de Salem formaron el Proyecto Gallows Hill en 2010, en un esfuerzo por localizar la ubicación exacta de las ejecuciones. La ciudad celebró una reunión informativa el 1 de marzo de 2016, para discutir la construcción de un memorial (a ser dedicado en junio del 2017) en Proctor Ledge para conmemorar el 325° aniversario de los Juicios de Salem.

## En la cultura popular

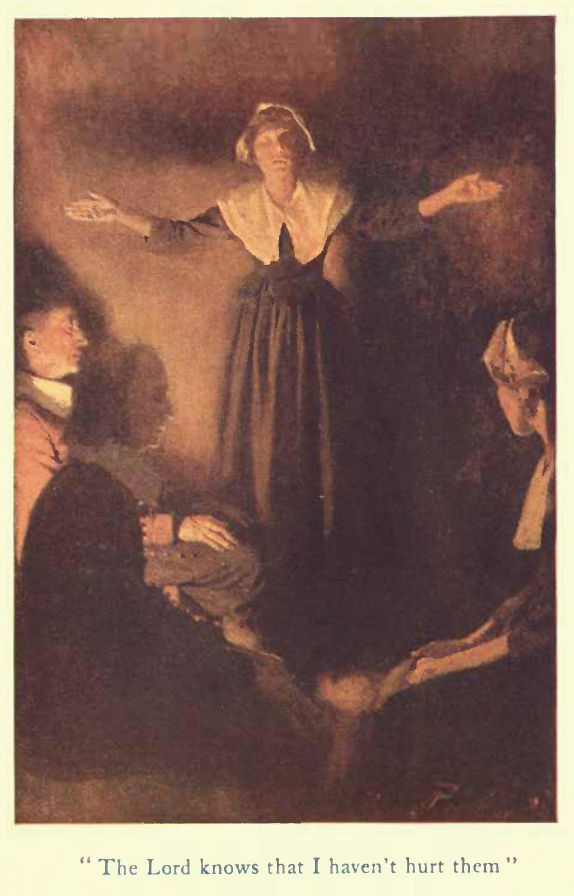
Dibujo conceptualizado de Rebecca Nurse de Un cuento del viejo Salem, por Henry Peterson.

El juicio de Rebecca fue representado en un episodio de la CBS en el programa de radio "CBS Está Allí", que salió al aire el 28 de julio de 1947.
Rebecca Nurse es el personaje central en la obra teatral de Arthur Miller, The Crucible. En el original de Broadway de 1953 fue interpretado por Jean Adair, quien murió poco tiempo después. Esta obra fue adaptada para el cine en 1957 y 1996; Rebecca fue interpretada por las actrices Margarita Coutan-Lambert y Elizabeth Lawrence, respectivamente. En la primera y muy aclamada adaptación de televisión de la BBC en 1980, fue interpretada por Ann Dyson.[cita requerida]
Ella inspiró otros dramas sobre los Juicios de brujas de Salem. En el filme de la PBS Three Sovereigns For Sarah, Vanessa Redgrave hizo el papel de una de las hermanas de Rebecca, Sarah Cloyce; que aunque fue acusada, escapó de su ejecución. La película muestra a Rebecca y los miembros de su familia como los personajes principales. Rebecca fue interpretada por la actriz Shirley MacLaine en el 2002 en una miniserie de la CBS, Juicios de Brujas de Salem. Nurse fue el tema de las Conferencias sobre Brujería por Charles W. Upham.[cita requerida]